# Marmande plage

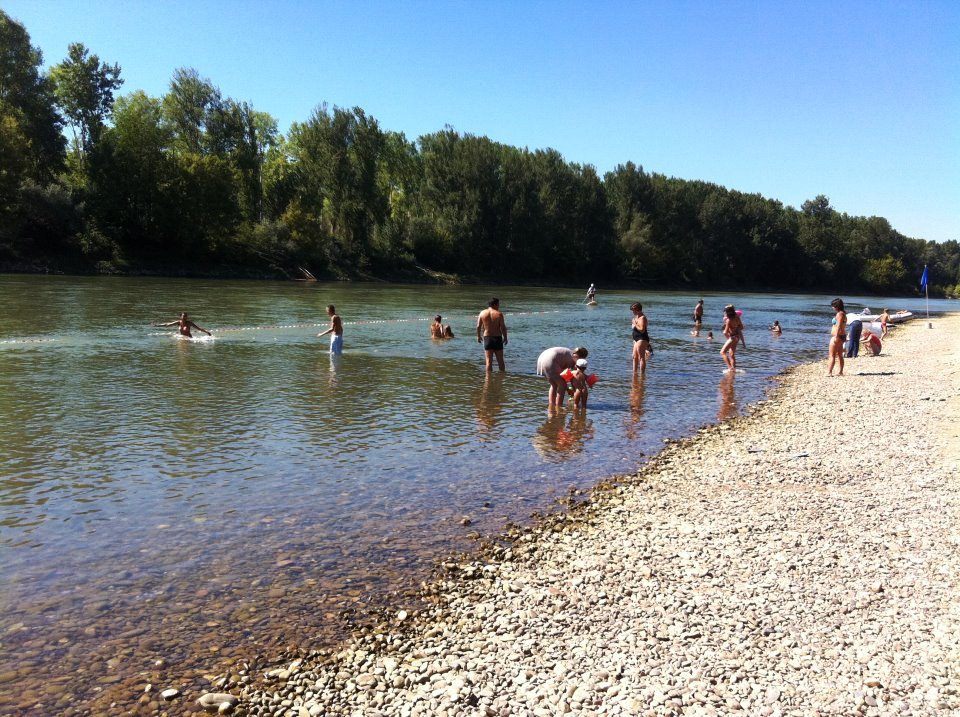
Vue sur la Garonne

Marmande Plage, sur le modèle de Paris Plage, est une plage de sable artificielle installée sur le fleuve de la Garonne, sur la commune de Marmande (Lot-et-Garonne). Il s’agit du seul lieu de baignade surveillée sur la Garonne. Le projet s’inscrit dans une dynamique touristique de rapprocher les Marmandais et les touristes du parc boisé de la Filhole.
Ce site récent et peu connu, même des riverains, est supporté par la mairie de Marmande et l’information est notamment relayée  par la presse locale.

## Géographie

### Situation
En plein cœur de la Nouvelle-Aquitaine, Marmande Plage se trouve dans la ville qui lui donne son nom.
La plage est une aire sableuse le long du fleuve de la Garonne, elle est surveillée et aménagée sur le parc de la Filhole, poumon vert de la ville.

### Communes limitrophes
Dans le sens de la Garonne, se succèdent en amont de Marmande Tonneins, le Mas-d'Agenais, Fourques-sur-Garonne et Saint-Pardoux-du-Breuil et en aval Couthures-sur-Garonne, Sainte-Bazeille et Meilhan-sur-Garonne.

### Transports
La Filhole est un parc piétonnier.
L'accès à la plage est interdite aux véhicules motorisés. Des calèches et des deux chevaux (à titre exceptionnel) assurent de temps à autre la navette avec les parkings.
Lors des périodes d'ouvertures, des navettes gratuites du réseau Evalys assurent la liaison entre la ville et la plage,.

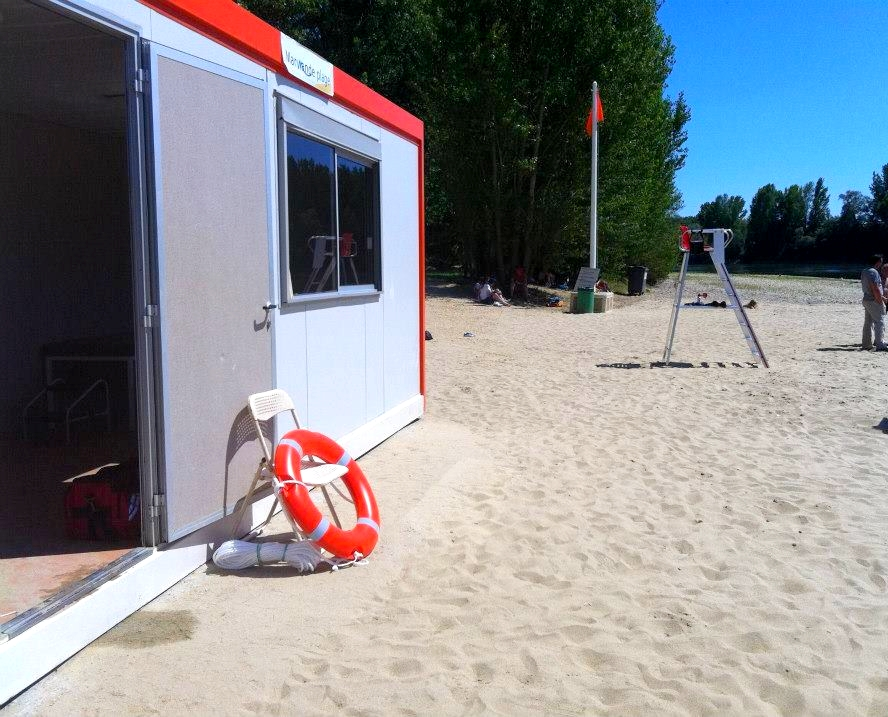
Poste de secours en 2011

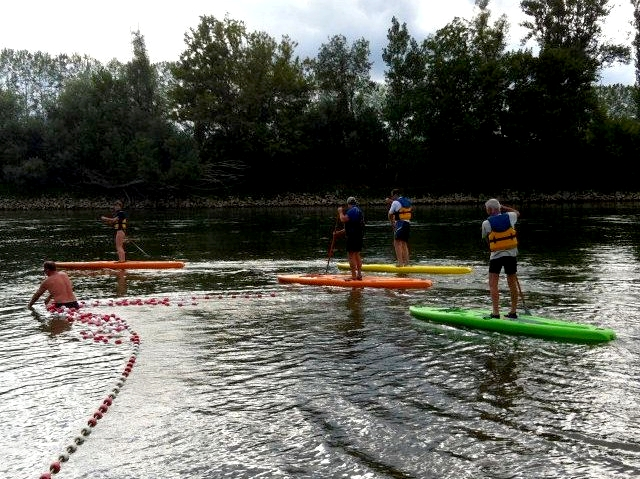
Course de stand-up paddle

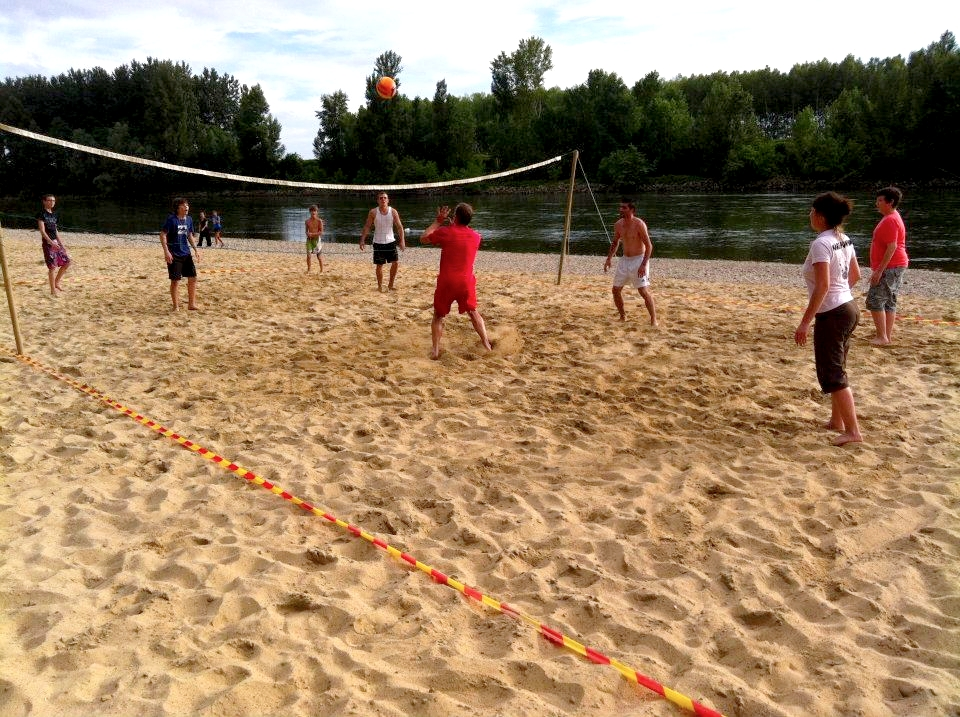
Le terrain de beach volley

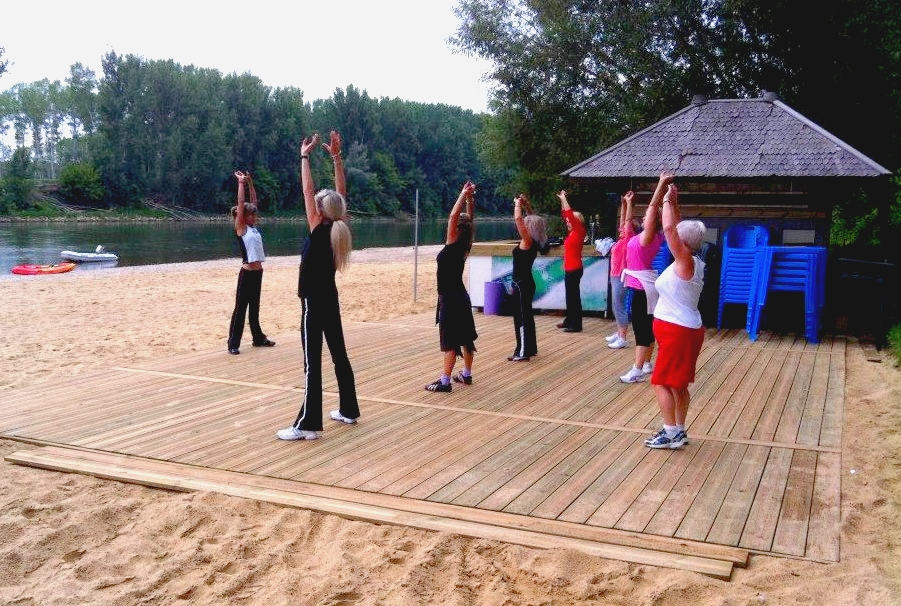
Une séance de gymnastique

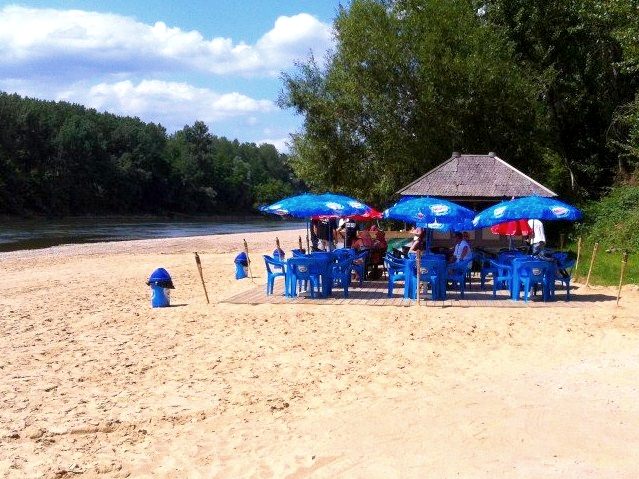
Le bar-restaurant de la Plage

## Histoire
Bien que tombée en désuétude, la baignade dans le fleuve était pourtant monnaie courante il y a quarante ans, dans les années 1970. Les mœurs ont changé, on a davantage tendance aujourd'hui à se méfier des cours d'eau et de ce qui s'y trouve.
Marmande Plage a vu le jour officiellement le 2 juillet 2011. Pour cette première édition, sa fréquentation a été de 8 000 visiteurs environ.
En 2012, elle a été ouverte du 23 juin au 16 septembre et sa fréquentation a doublé avec une moyenne de 16 000 promeneurs et baigneurs,. Des nouveaux aménagements ont vu le jour, le poste de secours et les toilettes sont maintenant accompagnés d'une douche extérieure, d'une cabine pour se changer, d'un parking-vélo et d'un point d'eau potable.
En 2019, Marmande Plage quitte le parc de la Filhole, et est installée dans l'ancienne gravière de Coussan, située sur l'autre rive de la Garonne. Elle sera cependant fermée une grande partie de l'été, à cause de la présence de cyanobactéries dans le fleuve,.
La mairie décide finalement de faire revenir Marmande Plage sur son site originel de la Filhole pour la saison estivale suivante.

## Objectifs
La commune de Marmande a voulu développer la vie de la Garonne durant l'été et en faire profiter les habitants de la ville et de ses environs. Ce projet permet aux Marmandais de se baigner dans une zone surveillée gratuite.
En 2013, des améliorations sont prévues pour faciliter l'accès au site par des navettes supplémentaires, régulières et écologiques.

## Sécurité
Deux maitres-nageurs veillent sur les baigneurs dans la zone aménagée pour garantir la sécurité du plus grand nombre, informer et prévenir des éventuels dangers (courant modéré, rochers) du lundi au dimanche, de 14 heures à 19 heures.

## Vie sur place
Cette halte est en plein développement : alors qu'en 2011, les promeneurs ne s'y rendaient que pour se baigner et profiter du sable, en 2012, de nouvelles activités ont vu le jour.

### Sport
- Le champion d'Europe de canoë-kayak, Eric Jolit, mène des animations aquatiques telles que initiations, des descentes du fleuve ou des courses de kayak et de stand up paddle[12].

- Un terrain de volley se trouve aussi les rives du fleuve.

- Une fois par semaine, les habituées de gymnastique viennent s'exercer en contemplant le paysage.

### Restauration
- Le bar-restaurant de la Plage.

### Personnalités
L'adjoint au maire, Jean Guérard, a choisi de réhabiliter ce lieu de vie. La plage porte le nom de « André Varaillon », en hommage au premier maitre nageur (des années 1970), mort noyé dans la Garonne.

## Sources et références
1. ↑  « La plaine de la Filhole », sur Le site officiel de la Marmande
2. ↑  « Marmande. Cet été, le bus va vous rapprocher de la plage en Garonne à la Filhole », sur actu.fr, 29 juin 2021 (consulté le 17 juin 2023)
3. ↑  Alice Gapail, « Marmande : La plage de la Garonne vient d’ouvrir », Sud-Ouest,‎ 7 octobre 2022 (ISSN 1760-6454, lire en ligne, consulté le 17 juin 2023)
4. ↑  E. P., « La première plage sur Garonne a eu la cote », Sud Ouest,‎ 3 septembre 2011 (lire en ligne).
5. ↑  Marie Le Guillou, « 16.000 visiteurs à Marmande-Plage », Le Républicain,‎ 19 septembre 2012 (lire en ligne).
6. ↑  « La plage a battu ses records de fréquentation », Sud Ouest,‎ 15 septembre 2012 (lire en ligne).
7. ↑  « Marmande : la plage en Garonne est ouverte », sur actu.fr, 7 juillet 2019 (consulté le 17 juin 2023)
8. ↑  « Lot-et-Garonne : Baignade interdite dans la Garonne à Marmande », sur actu.fr, 24 juillet 2019 (consulté le 17 juin 2023)
9. ↑  « Marmande : La plage de Coussan reste fermée », sur actu.fr, 2 août 2019 (consulté le 17 juin 2023)
10. ↑  « Marmande. La plage en Garonne revient à la Filhole », sur actu.fr, 3 juillet 2020 (consulté le 17 juin 2023)
11. ↑  « Haute surveillance », Sud Ouest,‎ 3 juillet 2012 (lire en ligne).
12. ↑  « Stand up paddle à Marmande : comme marcher sur l'eau », Sud Ouest,‎ 14 août 2012 (lire en ligne).

Articles :
- Sophie Carbonnel, « Bain de foule estival à Marmande-plage », Sud Ouest,‎ 4 juillet 2011 (lire en ligne)
- Sophie Carbonnel, « Marmande-plage : sable fin, troquet et volley », Sud Ouest,‎ 2 juillet 2012 (lire en ligne)